# Leon Bolier
Leon Bolier (* 21. Oktober 1980) ist ein niederländischer Trance-DJ und -Produzent.

## Leben
Er wurde im Jahr 2008 durch einige erfolgreiche Songs, wie Ocean Drive Boulevard oder I Finally Found bekannt. Bei der Wahl der Top 100 DJs von DJ Magazine kam er 2010 auf Platz 68. Seine Titel erschienen auf bekannten Trance-Compilations wie In Search of Sunrise 4: Latin America oder A State of Trance 2006 und wurden von Star-DJs wie Tiësto oder Armin van Buuren gespielt.

## Diskografie

### Alben
- 2008: Pictures
- 2010: Phantasma
- 2015: Atmostopia (as WSTLNDR)

### Singles/EPs
- 2018: In The Water (mit Trobi)
- 2018: Grow Up
- 2018: One of Them Nights (featuring Roya)
- 2017: Discotheque
- 2017: Imagine (mit Arem Ozguc & Arman Aydin featuring NBLM)
- 2017: Untangled (mit Redondo featuring Dana Sipos)
- 2016: Ipanema
- 2016: Is This Love (mit Bob Marley & LVNDSCAPE)
- 2016: Sweet Love (Calling Out Your Name)
- 2016: Riverbank (mit Mingue)
- 2015: Lost & Found (mit Redondo featuring Bitter's Kiss)
- 2015: Forever And A Day (mit Natalie Peris)
- 2015: Ragga (mit LVNDSCAPE)
- 2015: Theme In C Sharp Minor
- 2015: Every Single Piece (mit Redondo featuring She Keeps Bees)
- 2015: Freak
- 2014: Mind Games
- 2014: Detonate (mit D-Wayne)
- 2014: Twisted (mit Daniel Wanrooy)
- 2014: Project XVI
- 2013: Spell
- 2013: Disco Davai
- 2012: Trumpets (mit Alex Kenji)
- 2012: Couch Surfin
- 2012: Silver (mit Talla 2XLC)
- 2012: Beach Chords (mit Marcus Schossow)
- 2012: Us
- 2012: Prelude & Kiev
- 2012: Me
- 2012: You
- 2012: Belmont’s Revenge (mit Cliff Coenraad)
- 2012: Bigroom 29
- 2012: Placebo (mit Mike Foyle)
- 2012: Yesterday Eve
- 2011: The Peacemaker
- 2011: The Lovemaker
- 2011: Vengeance Vengeance
- 2011: Absolut (mit Joop)
- 2011: Ost Kaas (mit Marcus Schossow)
- 2011: Cape Town
- 2010: Elysian Fields
- 2010: Saturn (mit W&W)
- 2010: By Your Side (I’ll Be There) (feat. Fisher)
- 2010: Dark Star
- 2010: 2099
- 2010: Shimamoto
- 2009: NSFW
- 2009: Medellin
- 2009: Lunar Diamond
- 2009: Seraphic
- 2009: Last Light Tonight (mit Menno de Jong)
- 2009: This (feat. Floria Ambra)
- 2009: Wet Dream (mit Galen Behr)
- 2009: Thug & Sofa Cure
- 2008: YE
- 2008: X D
- 2008: The Night Is Young
- 2008: One / Two
- 2008: Ocean Drive Boulevard
- 2008: Malibeer / With the Flame in the Pipe
- 2008: I Finally Found (feat. Simon Binkenborn)
- 2008: Hold On
- 2008: Deep Red
- 2007: Summernight Confessions
- 2006: No Need to Come Back (feat. Elsa Hill)

### Remixe
- 2017: Olav Basoski feat. Spyder – Waterman 2017
- 2017: Showbiz, Divolly & Markward vs Balkan Beat Box – Smatron
- 2017: Lost Frequencies feat. Axel Ehnström – All Or Nothing
- 2016: D-wayne feat. Jack McManus – Love Again
- 2016: Marcus Schossöw & NEW_ID – ADA
- 2016: Jack Eye Jones feat. Paton – Waiting My Whole Life
- 2016: Bob Sinclar – Someone Who Needs Me
- 2016: WSTLNDR & Fisher – Save Me
- 2015: Marc Sherry – Vengeance (Bolier pres. WSTLNDR Remix)
- 2013: Rank 1 – Floorlifter
- 2013: Alt-J – Something Good
- 2013: Mark Van Dale with Enrico – Water Verve
- 2012: RMB feat. Talla 2XLC – Spring
- 2011: Raphinha Bartel – Double Evidence
- 2009: Aly & Fila – Khepera
- 2009: Cliff Coenraad – Gone South
- 2009: Arnej – Dust in the Wind
- 2009: W&W – The Plan
- 2008: Airbase – The Road Not Taken
- 2008: Jamaster A – Cicada
- 2008: Joop – Prominent
- 2008: Embrace – Embrace
- 2007: Dave202 – Torrent
- 2007: Sied van Riel – Sigh
- 2006: Mike Shiver – Feelings